# Beschidi Moravo-Slesiani
I Beschidi Moravo-Slesiani (in ceco Moravskoslezské Beskydy) sono un massiccio montuoso al confine tra Slovacchia e Repubblica Ceca, parte della catena dei Monti Beschidi.
Il punto più elevato è raggiunto dal monte Lysá hora (1.323 m s.l.m.), mentre la seconda cima più alta è lo Smrk (1.275 m s.l.m.).

## Classificazione
I Beschidi Moravo-Slesiani hanno la seguente classificazione:
- catena montuosa: Carpazi
- provincia geologica: Carpazi Occidentali
- sottoprovincia: Carpazi Occidentali Esterni
- area: Beschidi Occidentali
- gruppo: Beschidi Moravo-Slesiani.

## Caratteristiche
Prendono il nome dalle due regioni della Moravia e della Slesia. Nella Repubblica Ceca essi interessano la Regione di Moravia-Slesia; nella Slovacchia la Regione di Žilina.
Essi costituiscono la parte più occidentale della catena montuosa dei Monti Beschidi.
I monti sono formati da arenaria e si sono originati con l'orogenesi alpina nel periodo terziario.